# خوتسیم (استان اوپوله)
خوتسیم (به لهستانی: Chocim) یک منطقهٔ مسکونی در لهستان است که در گمینا پرودنگک واقع شده‌است.